# Bart the Bad Guy
Bart the Bad Guy, titulado Bart el Villano en Hispanoamérica y Bart, el Malote en España, es el decimocuarto episodio de la trigesimoprimera temporada de la serie animada Los Simpson, y el episodio 676 de la serie en general. Se estrenó el 1 de marzo de 2020 en Estados Unidos, el 11 de octubre del mismo año en Hispanoamérica y el 24 de junio de 2021 en abierto en España.
En el episodio, Bart ve accidentalmente una nueva película de superhéroes, un mes antes de su lanzamiento previsto, y usa su conocimiento para aterrorizar a los otros fanáticos. Dos productores ejecutivos de la película intentan evitar que Bart filtre más noticias al público.
El episodio parodia el Universo Cinematográfico de Marvel (MCU por sus siglas en inglés y UCM en español) y las películas de Los Vengadores, específicamente sobre el fenómeno del spoiler que gira en torno a Avengers: Infinity War y Avengers: Endgame. El productor de cine de UCM Kevin Feige, los directores de Infinity War y Endgame Joe y Anthony Russo y la actriz de UCM Cobie Smulders hacen cameos de voz en el episodio. El esposo de Smulders, Taran Killam, también fue la estrella invitada a este episodio.
Además, Maggie Simpson solo aparece en una escena de este episodio.Bart the Bad Guy tuvo una recepción muy positiva por parte de fanáticos, críticos, y el público, quienes elogiaron  la historia, la animación, el humor, la banda sonora, la actuación vocal del elenco principal como de las estrella invitadas y la parodia hecha al UCM, este capítulo al igual que Thanksgiving of Horror es considerado como uno de los mejores episodios de la temporada 31 y como uno de los mejores de la época moderna de Los Simpson, sin embargo el episodio recibió algunas críticas por su parodia al UCM y el humor.

## Argumento
En el cine Googolplex Theatres de Springfield , se muestra la película Vindicators: Crystal War, con Chinnos usando la aplicación móvil Doomsday para cristalizar y luego desintegrar a los Vindicators. El plan de los Vindicators para detenerlo falla y la película termina con un suspenso.
11 meses después, en la escuela, Skinner disuadió a sus estudiantes de participar en el desafío Banderéese a ti mismo, usando los videos de Reaction Guy como ejemplo, pero Bart crea el canal Reaction Bart y graba su propio desafío Banderéese a ti mismo, pero Milhouse se lesiona en el proceso.
Milhouse recibe tratamiento en el Hospital General de Springfield, y cuando lo trasladan a otro lugar para fisioterapia, Bart ocupa su lugar. Airshot, Glen Tangier, viene a visitar Milhouse, pero confunde a Bart con él y le iba a ofrecer la oportunidad de ver la secuela de la película si estaba enfermo.
Después de que Airshot se quede inconsciente por el alcohol, Bart aprovecha la oportunidad para ver Vindicators: Crystal War 2: Resurgence antes de que llegue a los cines. Va a la tienda de cómics Android's Dungeon para tratar de revelar spoilers de la película a Jeff Albertson si no colabora.
Jeff cede gran parte de sus cosas para mantener la boca cerrada de Bart y se convierte en Spoiler Boy, obteniendo muchas más cosas de la gente, pero Homer no se preocupa por ellos, por lo que revela los secretos para que Homer también pueda estropearse, tomando a Bart a la taberna de Moe.
Marge y Lisa están en contra de la idea, pero Bart convence a Lisa de lo contrario ofreciéndole un baile con Airshot en el baile de la escuela, pero el tiempo se acaba ya que el próximo jueves la película estaría en los cines.
En la fiesta de cumpleaños del árbol roble la Vieja Suzie, Bart les pide a los habitantes de Springfield que construyan una casa encima del árbol. Milhouse se enfrenta a su amigo por la noche sobre él usando sus "poderes" para el mal, llamándolo supervillano, y Bart iba a anunciar un gran spoiler cuando Magnesium Man aparece detrás de ellos.
Magnesium Man le impide decir algo y abre un portal en el árbol y transporta a Bart al Universo de Mármol, revelando que los superhéroes son en realidad reales y que revelar una escena de Airshot a Jeff Albertson cambió su mundo, ya que los supervillanos vieron y mataron a Airshot antes de que él pudiera actuar y Bart llora su muerte.
Pero mientras Bart llora, los productores de la película revelan que todo es una recreación de realidad virtual para evitar que los spoilers se filtren. En la simulación, aparece Chinnos, en cuanto los productores aumentan la intensidad de la misma.
Dentro de una burbuja, Chinnos le ofrece a Bart superpoderes reales a cambio de spoilers, pero él se niega, le rompe su teléfono móvil y los superhéroes ganan. Bart "regresa" al mundo real y detiene sus acciones malvadas, mientras que los productores impiden que una bomba estalle si la familia Simpson iba a hablar de ello.
Al final, Bart devuelve la peluca de Skinner y las cosas que le dio Jeff Albertson y evita la construcción de la casa del árbol, mientras que en el estreno, la gente estropea la película para todos en sus teléfonos móviles.